# Hugo Troche
Hugo Eber Troche (Posadas, Provincia de Misiones, Argentina; 30 de julio de 1981) es un futbolista argentino. Juega como delantero y su primer equipo fue El Brete. En el año 2021 se retiró del fútbol profesional siendo su último equipo el Guaraní Antonio Franco del Torneo Regional Amateur. Actualmente se encuentra jugando en Nacional de Puerto Piray

## Trayectoria
Jugador que ha desempeñado la mayor parte de su carrera futbolística en clubes de la región de donde es oriundo y ha jugado en los clubes más conocidos nacionalmente, como Crucero del Norte, Guaraní Antonio Franco y actualmente se desempeña en Sportivo Patria de Formosa.
Actualmente es el máximo goleador de la historia de Sportivo Patria en el Torneo Argentino B con 16 goles, superando a Aldo Visconti, quien tiene 15.

## Clubes
| Club                             | País      | Año       |
| -------------------------------- | --------- | --------- |
| El Brete                         | Argentina | 1996      |
| Ferrocarril Urquiza de Concordia | Argentina | 1996-1997 |
| El Brete                         | Argentina | 1997-2004 |
| Atlético Candelaria              | Argentina | 2005      |
| Boca Unidos de Corrientes        | Argentina | 2006      |
| Guaraní Antonio Franco           | Argentina | 2006-2007 |
| Real Arroyo Seco                 | Argentina | 2008-2009 |
| Textil Mandiyú de Corrientes     | Argentina | 2010-2011 |
| Crucero del Norte                | Argentina | 2011      |
| Textil Mandiyú de Corrientes     | Argentina | 2012      |
| El Brete                         | Argentina | 2012      |
| Sportivo Patria de Formosa       | Argentina | 2013-2018 |
| Guaraní Antonio Franco           | Argentina | 2019      |
| El Brete                         | Argentina | 2019      |
| Sporting de Santo Pipó           | Argentina | 2020      |
| Guaraní Antonio Franco           | Argentina | 2020-2021 |
| Nacional de Puerto Piray         | Argentina | 2024      |